# Discestra montanica
Discestra montanica là một loài bướm đêm trong họ Noctuidae.